# Čeljust (strojarstvo)
U strojarstvu, čeljust je dio za spajanje dijelova stroja ili mehanizma, ili pak za učvršćivanje (škripci) dijelova koji se obrađuju. Često su dijelovi prijenosnika snage ili upravljačkog mehanizma.